# زمن الأمراء

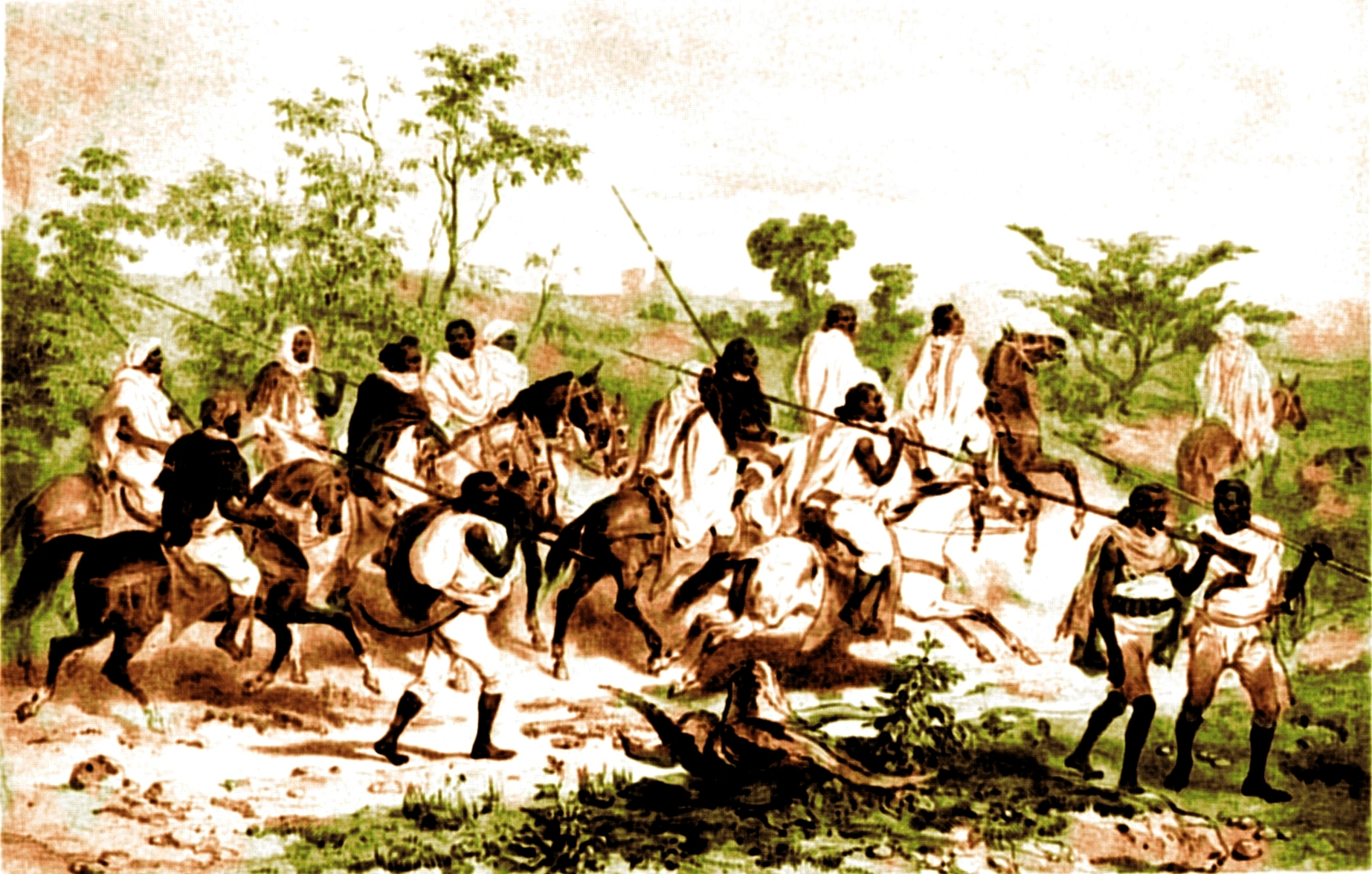
المحاربون الإثيوبيون خلال زمن الأمراء

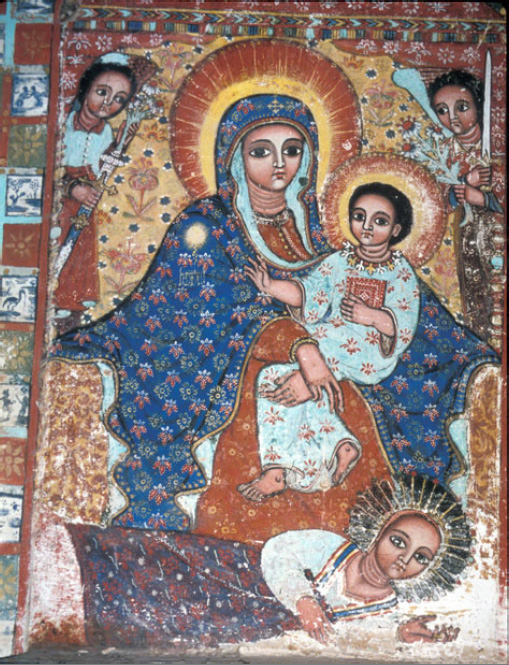
الإمبراطورة مينتواب، وهي شخصية مهمة في زيمين مسفنت، تسجد أمام ماري على لوحة من نارجا سيلاسي، 1748

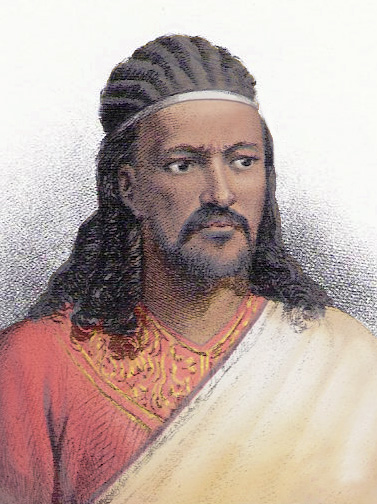
تيودروس الثاني، الذي أنهى زمن الأمراء

زمن الأمراء (بالجعزية: ዘመነ መሳፍንት)‏ zamana masāfint وبالجعزية الحديثة zemene mesāfint، والتي تترجم مثل «زمن / عصر القضاة»، أو «زمن / عصر الأمراء»، وما إلى ذلك، هي فترة من التاريخ الإثيوبي حدثت بين منتصف القرن الثامن عشر ومنتصف القرن التاسع عشر سميت على اسم سفر القضاة) وكانت فترة في التاريخ الإثيوبي عندما كانت البلاد مقسمة فعليًا وداخليًا إلى عدة مناطق بدون سلطة مركزية فعالة. لقد كانت الفترة التي تم فيها تقليص دور الأباطرة من السلالة السليمانية إلى مجرد شخصيات محصورة في العاصمة قوندر.
كان أقوى اللوردات خلال زمن الأمراء من قبيلة ييجو من شعب أورومو وكانوا رأس علي الأول من ييجو ورأس عليجاز وراس وولد سيلاسي وراس قوقسة وراس علي الثاني. كان هؤلاء يُطلق عليهم بشكل جماعي حكام وارا شيه (أو ويري، سيه). كان من بين اللوردات الإقليميين الآخرين كل من راس هيلو يوسيدق وديجازماتش ووب هيلا مريم والملك سهل سيلاسي ملك شيوا. ومع ذلك، فإن لوردات ييجو كانت لديهم غلبة أو هيمنة على اللوردات الآخرين في إثيوبيا.
قاتل اللوردات باستمرار ضد بعضهم البعض من أجل تعظيم أراضيهم ولأن يصبحوا أوصياء على ملوك الملوك في قوندر، عاصمة الإمبراطورية في ذلك الوقت. استمرت الملكية بالاسم فقط بسبب طابعها المقدس. حافظت هذه الملكية الاسمية باستثناء الإلهية على السلالة من الانقراض الفعلي.

## التاريخ

### التاريخ المبكر، صراعات الخلافة السليمانية من 1700 إلى 1730

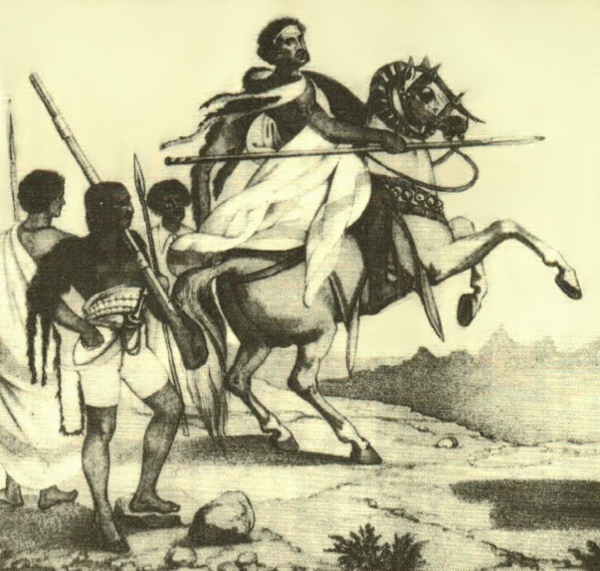
المحاربون الإثيوبيون

تقليديًا، يتم تحديد بداية هذه الفترة في تاريخ خلع رأس ميكائيل سيهول للإمبراطور إيواس الأول (7 مايو 1769)، وانتهاءً بتتويج كاسا بصفته الإمبراطور تيودروس الثاني (11 فبراير 1855)، بعد أن هزم في معركة جميع منافسيه. يؤرخ بعض المؤرخين مقتل إياسو الأول (إياسو الكبير) (13 أكتوبر 1706)، وما نتج عن ذلك من تراجع في هيبة السلالة كبداية لهذه الفترة. يؤرخ آخرون إلى بداية عهد إيواس (26 يونيو 1755).
خلال فترة زمن الأمراء، قام العديد من اللوردات بإساءة استخدام مناصبهم من خلال تنصبيهم للأباطرة والتعدي على خلافة السلالة، من قبل المرشحين من بين النبلاء أنفسهم: على سبيل المثال، عند وفاة الإمبراطور تيوفلوس في عام 1711، خشي كبار نبلاء إثيوبيا من أن تستمر دورة الانتقام التي اتسمت بها عهدي تيوفلوس وتيكلي هايمانوت الأول (1706–1708) إذا تم اختيار أحد أفراد السلالة السليمانية على العرش، لذلك اختاروا أحدهم، وهو يوستوس، ليكون ملك الملوك (nəgusä nägäst). ومع ذلك، كانت فترة ولاية يوستوس من 1711 إلى 1716 قصيرة، وعاد العرش إلى البيت السليماني مرة أخرى.

### صراعات الخلافة في السلالة السليمانية من 1730 إلى 1769

#### عهد إياسو الثاني (1730–1755)
كان حكم إياسو الثاني (1730–1755) قد جلب الإمبراطورية مرة أخرى إلى كارثة. لقد اعتلى العرش وهو طفل، مما سمح لوالدته، الإمبراطورة مينتواب، بلعب دور رئيسي بصفتهت الوصية على العرش من عام 1723 إلى عام 1730. لقد توجت مينتواب نفسها بالحكم المشارك في عام 1730، لتصبح أول امرأة تتوج بهذه الطريقة في التاريخ الإثيوبي. وفي خارج العاصمة قوندر، عانت الإمبراطورية من الصراع الإقليمي بين الجنسيات التي كانت جزءً من الإمبراطورية منذ مئات السنين، - وهي اجاو، وأمهره، وشيوا وتغراي -والقادمون الجدد أورومو.

#### عهد إيواس (1755–1769)
جاءت محاولة مينتواب لتقوية الروابط بين النظام الملكي وجماعة أورومو من خلال ترتيب زواج ابنها من ابنة زعيم أورومو من قبيلة وولو بنتائج عكسية على المدى الطويل. لقد أدت محاولتها للاستمرار في هذا الدور بعد وفاة ابنها (في عام 1755) في عهد حفيدها إيواس (الذي حكم من 1755 إلى 1769) إلى تعارضها مع ووبيت (ويليتي بيرسابي)، أرملة إياسو، التي اعتقدت أن دور الوصي أنتقل إليها. وعندما تولى إيواس العرش بعد وفاة والده المفاجئة، ذهل أرستقراطيو قوندر عندما اكتشفوا أنه يفضل التحدث بلغة الأورومو بدلًا من الأمهرية، وفضل أقارب أمه الييجو على القواران عائلة جدته. زاد إيواس من تفضيله للأورومو عند بلوغه. وعند وفاة رأس أمهرة، حاول ترقية عمه لوبو حاكم تلك المقاطعة، لكن الغضب دفع مستشاره وولد ليول لإقناعه بتغيير رأيه.
أدى الصراع بين المَلكتين إلى استدعاء مينتواب لأقاربها مع أنصارهم المسلحين من قوارا إلى قوندر لدعمها. ردت ووبيت باستدعاء أقاربها من الأورومو وقواتهم الكبيرة من ييجو. وخوفًا من اندلاع صراع مسلح على السلطة بين القوارانيين والييجو بقيادة والدة الإمبراطور ووبيت، استدعى النبلاء رأس ميكائيل سيهول القوي للتوسط بين المعسكرين، حيث وصل وناور بذكاء لتهميش الملكتين وأنصارهما في محاولة للحصول على السلطة لنفسه. استقر ميكائيل في وقت قريب كزعيم لمعسكر النضال الأمهري التيغري (المسيحي).
أصبح عهد إياوس سردًا للصراع بين رأس ميكائيل سيهول القوي وأقارب إيواس من الأورومو. لم يكن لإيواس رأي يذكر، لأنه ورث خزينة إمبراطورية فارغة واعتمد بشدة على علاقاته مع الأورومو. ومع تفضيله لقادة الأورومو مثل فاسيل بشكل متزايد، فقد تدهورت علاقاته مع ميكائيل سيهول. في النهاية، خلع ميكائيل سيهول الإمبراطور إيواس (في 7 مايو 1769). وبعد أسبوع، قُتل ميكائيل سيهول؛ ومع أن تفاصيل وفاته متناقضة، إلا أن النتيجة كانت واضحة: لأول مرة فقد الإمبراطور عرشه بطريقة أخرى غير موته الطبيعي أو الموت في المعركة أو التنازل الطوعي عن العرش. ومن هذه النقطة فصاعدًا، انتقلت الإمبراطورية بشكل أكثر صراحة إلى أيدي النبلاء والقادة العسكريين العظام؛ بسبب آثاره، يُعتبر اغتيال إيواس عادةً بداية عهد الأمراء.

### صراعات الخلافة السليمانية من 1769 حتى 1784
تم تنصيب أمير عمٍ إمبراطوري مسن وعاجز كإمبراطور هو يوهانس الثاني. سرعان ما قتله رأس مكائيل، وتم رفع القاصر تيكل هايمانوت الثاني إلى العرش. ثم خسر ميكائيل سيهول في ثلاث معارك سارباكوسا ووضع أعضاء الحكم الثلاثي في فاسيل وهم جوشو أمهرة وواند بيوسين من بقمدر ‏ الإمبراطور الخاص بهم على العرش. تبع المزيد من الأباطرة هذا عندما سقط هؤلاء الثلاثة من السلطة واستبدلوا برجال أقوياء آخرين، حيث قاموا باستمرار بترقية الأباطرة وإبعادهم؛ يشتهر تيكل جيورجيس الأول إمبراطور إثيوبيا برفعه إلى العرش ست مرات وخلعه ست مرات.
في هذه الأثناء، أبقي أمها إياسوس، وهو ميريدازماش ملك شيوا (1744–1775) بحكمة بعيدًا عن هذا القتال الذي لا نهاية له، وخصص طاقاته لتدعيم مملكته وتأسيس أنكوبر. كانت هذه ممارسة اتبعها خلفاؤه حتى نهاية المملكة.
شكلت السنوات من 1771 إلى 1784 نوعًا من فترة ما بين العرش أو فترة انتقالية بين حقبتين هما عصر الملكية المطلقة وعصر حكم حكام وارا شيه. حاول تيكل جيورجيس الأول، الذي كان عهده الأول من 1779 إلى 1784، التأكيد مرة أخرى على بعض، إن لم يكن كل، سلطات الملكية. ولسوء حظه وللأسرة ككل، فقد انتهى به الأمر بخسارة كل شيء. لقد هزمه علي الأول في أوائل عام 1784 في مكان يُدعى عفارة وانات واستبدله بإياسو الثالث الذي كان دمية كاملة. بعد ذلك بعامين، في عام 1786، أصبح علي الأول رأس بتوداد ومع صعوده إلى السلطة، ظهرت سلالة ييجو، أو بتعبير أدق، سلالة وارا شيه. أصبح رأس علي الأول وأفراد عائلته المتبقون وارا شيه إنديراس (الوصاة) على الإمبراطورية الإثيوبية.
وحتى ظهور الإمبراطور المستقبلي كاسا هايلو تيودروس الثاني، تم نقل السلطة من رأس علي الأول إلى أخيه رأس عليجاز. وبعد وفاة رأس عليجاز، أصبح رأس وولد سيلاسي، الحاكم الوراثي لإندرتا وأمير تيغراي، إنديراسًا في الإمبراطورية، حيث استولى لفترة وجيزة على السلطة من حكام وارا شيه. وعند وفاته، انتقلت السلطة إلى رأس قوقسة، ابن شقيق رأس عليجاز، الذي نقل السلطة بدوره إلى أبنائه رأس يمام ورأس ماري ورأس دوري. وبعد وفاة رأس دوري، أصبح رأس علي الثاني، ابن شقيق رأس قوقسة، أنديراس.

### حكام وارا شيه (ييجو) (1784–1855)
يتفق كرومي وروبنسون وأبير وشيفيراو بيكيلي على أن اللوردات قد حكموا البلاد، في جميع حالات التفكك والفوضى، باسم السلالة السليمانية. ومع ذلك، فإن المصطلح الذي ربما يحتاج إلى تعريف دقيق له علاقة بتسمية ييجو. في كثير من الأحيان يطلق عليها سلالة ييجو. لا توجد مشكلة في هذا الاسم إلا أنه تسبب في بعض الأحيان في حدوث ارتباك مع مقاطعة ييجو. كما يفضل تسميتهم بالاسم الذي يفضلونه هم أنفسهم وما يسميه الآخرون: وارا شيه. تشير هذه التسمية بوضوح إلى العائلة وليس إلى المقاطعة.
يتفق العلماء الآن على أن عهد حكام وارا شيه، وبالتحديد عهد رأس قوقسة (1800–1825) يتميز بالسلام أكثر منه بالحرب. كانت قوة حكام وارا شيه أكثر بكثير من الهيمنة. لقد مارسوا السلطة الفعلية على اللوردات الآخرين. كان الأخيرون هم روافدهم وكانت وارا شيه من الأسياد أو السادة. على وجه الدقة، لم تمارس وارا شيه سلطة مطلقة خارج المحافظات الخاضعة مباشرة لحكمها. امتدت هذه المقاطعات من Begemeder عبر ممر Chachaho إلى مقاطعات أمهرة في Maqet وWadla وDalanta وDawent. لقد كانت سلطتهم تقتصر على أقطاب بقية المناطق - Gojjam، ووولو، وسيمين، وتيغراي حتى الحماسين، وواق، وما شابه ذلك - على قوة تجعلها تدفع الجزية العادية، والحضور في البلاط من أجل مدة معينة من العام، وأن تشارك في حروبهم، وتمارس حق الاستئناف في مسائل العدالة. كما كان لهم الحق في التأكيد في مناصبهم عندما وصل اللوردات الجدد إلى السلطة بطريقة أو بأخرى. في بعض الأحيان، ذهبوا إلى حد تقييد بعض أمراءهم المتمردين.

### نهاية زمن الأمراء (1850)
انتهى زمن الأمراء، الذي شهد على مدى ستة وثمانين عامًا، احتلال ثلاثة وعشرين إمبراطورًا للعرش (تم وضع بعضهم على العرش وإخراجهم من العرش مرات عديدة) مع صعود كاسا هايلو - المعروف باسم التتويج اللاحق حين تولي العرش تيودروس الثاني. شق كاسا طريقه للسيطرة على العرش الإمبراطوري أولًا باحتلال دمبيا، ثم بعد سلسلة من المعارك التي بدأت مع غور أمبا (في 27 سبتمبر 1852) وانتهاءً بمعركة ديراج (1855)، حيث سيطر على إثيوبيا بأكملها. الأهم من ذلك أنه قد أنهى سلالة وارا شيه بانتصاره على رأس علي الثاني في معركة عيشال، وبقوة إمبراطورية مرة أخرى في يد رجل واحد، فقد انتهى زمن الأمراء وبدأ تاريخ إثيوبيا الحديثة.